# Полоз кіпрський
Полоз кіпрський (Dolichophis cypriensis) — вид змій родини Полозові (Colubridae).

## Поширення
Вид є ендеміком Кіпру.